# Lindy exchange
 (mars 2021).
Si vous disposez d'ouvrages ou d'articles de référence ou si vous connaissez des sites web de qualité traitant du thème abordé ici, merci de compléter l'article en donnant les références utiles à sa vérifiabilité et en les liant à la section « Notes et références ».
Pour les articles homonymes, voir Lindy.

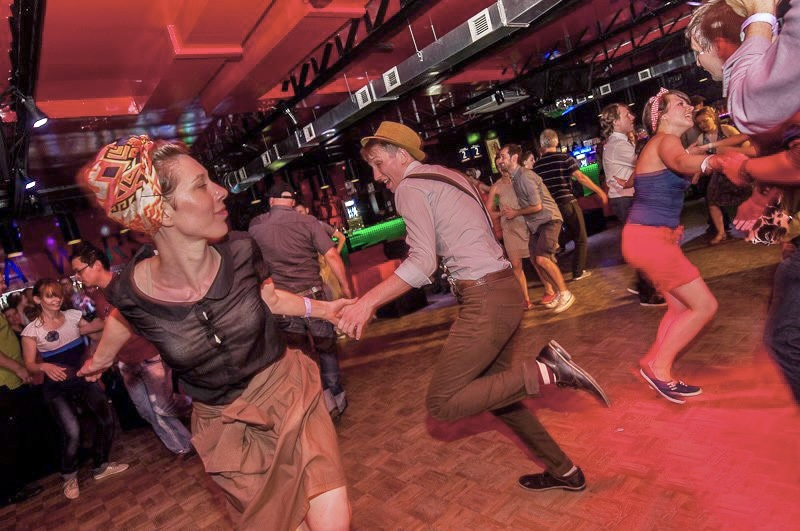
Lindy exchange à Varsovie en 2013.

Un Lindy Exchange est un rassemblement de danseurs de Lindy hop dans une ville pour plusieurs jours. Durant ce séjour leur est présentée la communauté locale et les endroits où elle danse le swing.
Les exchanges ont aidé à développer la communauté internationale Lindy.
Durant leurs séjours les voyageurs sont habituellement logés par les danseurs locaux.
Peuvent s'associer à l'évènement quelques cours (sans devenir un stage) ou une compétition. Mais l'évènement se veut avant tout une rencontre de danse sociale.

## Histoire
Le premier Lindy exchange a eu lieu à San Francisco du 4 au 6 décembre 1998.
Le premier Lindy exchange français a eu lieu à Toulouse du 30 décembre 2002 au 1er janvier 2003